# Рытвины Багдад
Рытвины Багдад (англ. Baghdad Sulcus) — рытвины (рельеф из чередующихся борозд и кряжей) на поверхности луны Сатурна — Энцелада. Являются одной из четырёх «тигровых полос», через которые в окружающее пространство извергается лед, покоящийся в океане внутри спутника.

## География
Примерные координаты объекта — 86°55′ ю. ш. 230°32′ з. д. / 86,91° ю. ш. 230,54° з. д.. Рытвины находятся в южной полярной области Энцелада. На западе от неё находятся рытвина Каир, а на востоке — рытвина Дамаск.

## Геология
Длина рытвин составляет 176 км. На севере рытвины формируются двумя разломами, которые образует форму английской буквы «V». Этот разлом, по-видимому, является одним из самых молодых деталей околополярной области спутника. Его глубина оценивается от 200 до 250 метров, ширина — 2 км, а высота окружающих стенок составляет примерно 100 метров. Он окружен отложениями крупнозернистого водяного льда (который выглядит бледно-зелёным на спектрозональных снимках, полученных объединением изображений в ультрафиолетовом, зелёном и ближнем инфракрасном диапазоне). Его наличие указывает на то, что область достаточно молода и ещё не покрыта мелкозернистым льдом из Е-кольца. Результаты спектрометрии в видимой и инфракрасной области показывают, что зеленоватый лёд в тигровых полосах отличается по составу от льда других участков поверхности Энцелада. Спектрометрическое обнаружение свежего кристаллического водяного льда в полосах говорит о молодости этих участков (моложе 1000 лет) или их недавней переплавке. Кроме того, в тигровых полосах были найдены простые органические соединения, больше нигде на поверхности до сих пор не обнаруженные.

## Эпоним
Названа в честь Багдада — города, фигурирующего в сборнике арабских сказок Тысяча и одна ночь. Официальное название было утверждено Международным астрономическим союзом в 2006 году.
- Рытвины Багдад: вид с юга на север (компьютерная модель); та самая форма "V", образованная двумя разломами
- Объёмная модель рытвин Багдад
- Рытвины Багдад в высоком разрешении — 12,3 метров на пиксель
- Рытвины Багдад (внизу) в разрешении 35 метров на пиксель